# Emile Duson
Paul Joseph Emile Duson (Semarang, 1 december 1904 - Sumatra, 15 maart 1942) was een Nederlandse hockeyer. Hij nam eenmaal deel aan de Olympische Spelen en won bij die gelegenheid een medaille.

## Olympische Zomerspelen 1928
De Olympische Zomerspelen in 1928 (Amsterdam) was het debuutjaar van Emile Duson in de Nederlandse mannenhockeyploeg. Tien landen schreven zich in, maar nadat Tsjecho-Slowakije zich terugtrok deden er nog maar negen landen mee. Nadat de Nederlandse ploeg in groep B eerste werd, gingen ze door naar de finale. Die verloren ze van Brits-Indië (nu India) met 3-0. 
Jan Ankerman · 
Jan Brand · 
Emile Duson · 
Gerrit Jannink · 
Adriaan Katte · 
August Kop · 
Paul van de Rovaart · 
Ab Tresling · 
Robert van der Veen · 
Hendrik Philip Visser 't Hooft · 
Rein de Waal · 
C. J. J. Hardebeck · 
T. F. Hubrecht · 
G. Leembruggen · 
H. J. L. Mangelaar Meertens · 
Otto Muller von Czernicki · 
W. J. van Citters · 
C. J. van der Hagen · 
Tonny van Lierop · 
J. J. van Tienhoven van den Bogaard · 
J. M. van Voorst van Beest · 
N. Wenholt · 
Coach: Jaap Quarles van Ufford